# Alt Berguedà

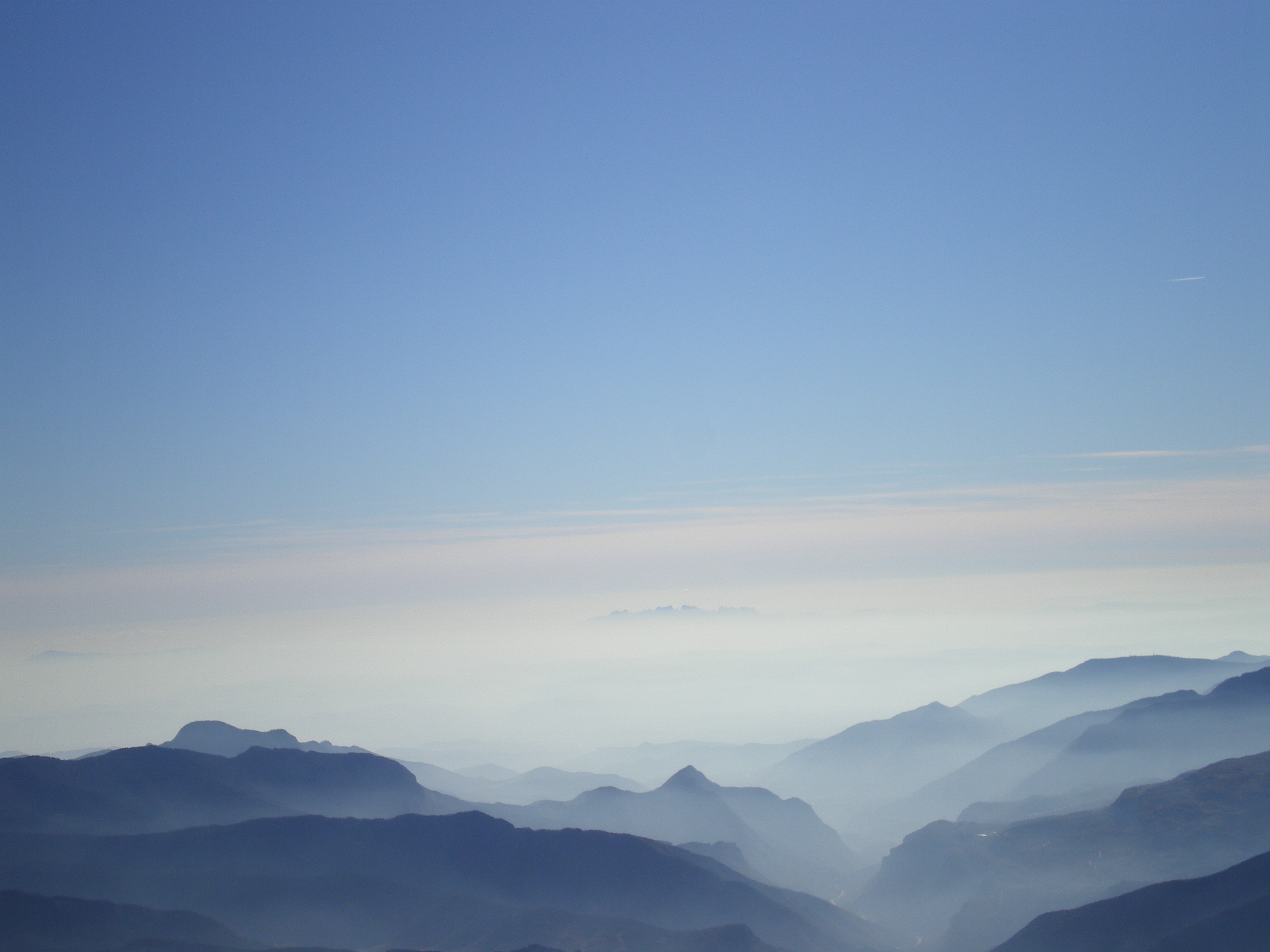

L'Alt Berguedà és la zona muntanyosa del Berguedà, situada al nord de la comarca.

## Geografia
Aquesta regió és constituïda per l'alta conca del Llobregat i les serres del Prepirineu. En aquesta part s'hi troben municipis com Castellar de n'Hug, La Pobla de Lillet, Sant Jaume de Frontanyà, Bagà, Guardiola de Berguedà, Gisclareny, Saldes, Gósol, Borredà, Sant Julià de Cerdanyola, Castell de l'Areny, Castellar del Riu, Cercs, La Nou de Berguedà, Vilada, Vallcebre i Fígols. El límit septentrional, en ple Pirineu, és una autèntica barrera muntanyosa, orientada d'oest a est, amb cims i carenes per sobre dels 2000 metres, els quals separen el Berguedà de la Cerdanya; hi trobem les serres de Cadí i Moixeró, la Tosa i el Puigllançada. Al sud d'aquestes serres els rius hi han obert diverses valls: la del Llobregat fins a la Pobla de Lillet i Castellar de n'Hug, la del riu de Bagà, el Bastareny i la del riu Saldes. A l'est hi ha les serres de Catllaràs i Rasos de Tubau. A l'oest les serres són més elevades: Serra del Verd, Ensija, Rasos de Peguera i l'emblemàtica muntanya del Pedraforca.

## Clima
El clima de l'Alt Berguedà és plujós i fred i amb neu a l'hivern als vessants més enlairats. Les precipitacions mitjanes anuals superen els 1.000 mm, amb un mínim relatiu a l'hivern. La vegetació és constituïda principalment per pinedes de pi roig i rouredes. Als indrets més ombrívols hi ha fagedes i, més rarament, avetoses. A partir dels 1.700 metres domina el pi negre i per damunt dels 2.200 metres els prats alpins.

## Natura
L'Alt Berguedà és una zona amb una gran diversitat de paisatges, on podem trobar una flora i una fauna molt riques i encara ben conservades. Recorrent pocs quilòmetres podem passar des d'uns ambients típicament mediterranis fins als dominis d'alta muntanya alpina.
La seva riquesa, així com l'existència de grans superfícies poc alterades, ha motivat la declaració de diversos espais protegits.

## Protecció
Formen part de la xarxa bàsica d'espais naturals protegits, conegut com a Pla d'Espais d'Interes Natural (PEIN), un total de nou espais: 
- Serres del Cadí-el Moixeró. Situat a l'extrem nord de la comarca, aquest Parc Natural protegeix més de 40.000 Ha, amb una bona representació dels paisatges, la flora i la fauna dels Prepirineus orientals. Les parts baixes són dominades sobretot per pinedes de pi roig, amb algunes fagedes, i més amunt trobem pinedes de pi negre. Aquest boscos tenen una flora i una fauna molt diverses, però no sempre fàcil d'observar. Els cims són coberts per prats i roques, on abunden els ramats d'isards. Aquest espai acull 2 espais amb protecció especial que formen part dels Espais Naturals de Protecció Especial (ENPE):
  - Parc Natural Cadí-Moixeró.
  - Paratge Natural d'Interés Nacional (PNIN) del Massís de Pedraforca.
- Serra d'Ensija-els Rasos de Peguera. Constitueix un dels límits meridionals a Catalunya de la vegetació alpina i subalpina i cal destacar, a les parts més altes, el prats alpins amb nombroses espècies pirinenques i les pinedes de pi negre amb neret. A les zones més baixes les pinedes són l'espècie predominant tot i que també s'hi troben rouredes de roure martinenc amb boix i fagedes a les zones obagues. La fauna que s'hi pot trobar és molt semblant a la del Parc Natural del Cadí-Moixeró tot i que una mica més empobrida.
- Serres de Queralt i els Tossals. Amb una extensió de 635 hectàrees, és l'espai natural protegit més proper a la capital del Berguedà. En formen part la Serra de Queralt i la Serra dels Lladres. La seva alçada màxima es troba al cim de Campllong, a 1.589 metres. Va ser declarat espai d'interès natural per la singularitat geològica que li dona el conjunt acinglerat on es troba. La vegetació predominant és la pineda de pi roig amb diferents variants segons la seva ubicació i enmig s'hi intercalen algunes rouredes.
- Serra del Verd. Es troba al sud de la Serra del Cadí i a l'oest i nord de la d'ensija i, per tant, comparteix moltes de les característiques d'aquestes serres. El seu punt culminant és el cap del Verd, a 2.289 metres. Té la particularitat de conservar una bona representació d'animals de zones subalpines i montanes, al límit de la seva àrea de distribució, fàcils de veure per ser zona de pas cap a altres espais protegits.
- Serra del Catllaràs. Aquest massís calcari té la particularitat que en un espai relativament petit hi ha una gran diversitat geològica i biològica. Hi trobem vegetació típica dels vessants obacs i solells del Pre-pirineu oriental, des de l'alzinar fins a la roureda, la pineda i la fageda amb boix (força rara a l'Alt Berguedà). S'hi poden observar espècies, tant de flora com de fauna, de notable interès per la seva raresa i vulnerabilitat, com la flor de neu i el cérvol.
- Serra de Picancel. Aquesta serra està formada per uns relleus molt trencats i unes valls molt tancades i profundes que han permès una excel·lent conservació d'alguna de les seves raconades i dels sistemes naturals de transició entre el Pre-Pirineu i els altiplans i comarques centrals catalanes. Hi trobem un paisatge essencialment forestal on predominen les coníferes amb alguns alzinars o rouredes.
- Rasos de Tubau.
- Serra de Montgrony.
- Riera de Merlès. Aquest espai acull un espai amb protecció especial que forma part dels Espais Naturals de Protecció Especial (ENPE):
  - Reserva Natural Parcial de la Riera de Merlès.

Un altre espai natural bastant emblemàtic i turístic a la vegada a l'Alt Berguedà són les Fonts del Llobregat a Castellar de N'Hug, les aigües del qual es converteixen en força motriu ja des del seu naixement. En el seu naixement, les fonts brollen entre la roca calcària i la vegetació, sota els cingles on hi ha el poble. Es tracta de surgències d'aigua subterrània, alimentades per les aigües de les neus i de la pluja.
El riu Llobregat té, a la vegada, importants afluents en el seu recorregut. Un d'ells és el riu Bastareny, i aquest també és conegut pel naixement de les seves aigües, les Fonts de l'Adou, a Gisclareny. Les Fonts de l'Adou estan situades en un paratge de gran bellesa, tancat per la natura i amb vegetació molt abundant. Uns 200 metres més avall fa una espectacular saltant.
El Pantà de la Baells, situat als municipis de Cercs, La Quar i Vilada, és un bonic paratge on s'hi pot practicar la pesca i diferents esports nàutics com, per exemple, rem, vela, esquí nàutic i natació. Aquest és un espai natural bastant concorregut durant els mesos d'estiu, ja que és agradable anar a fer-s'hi una remullada.

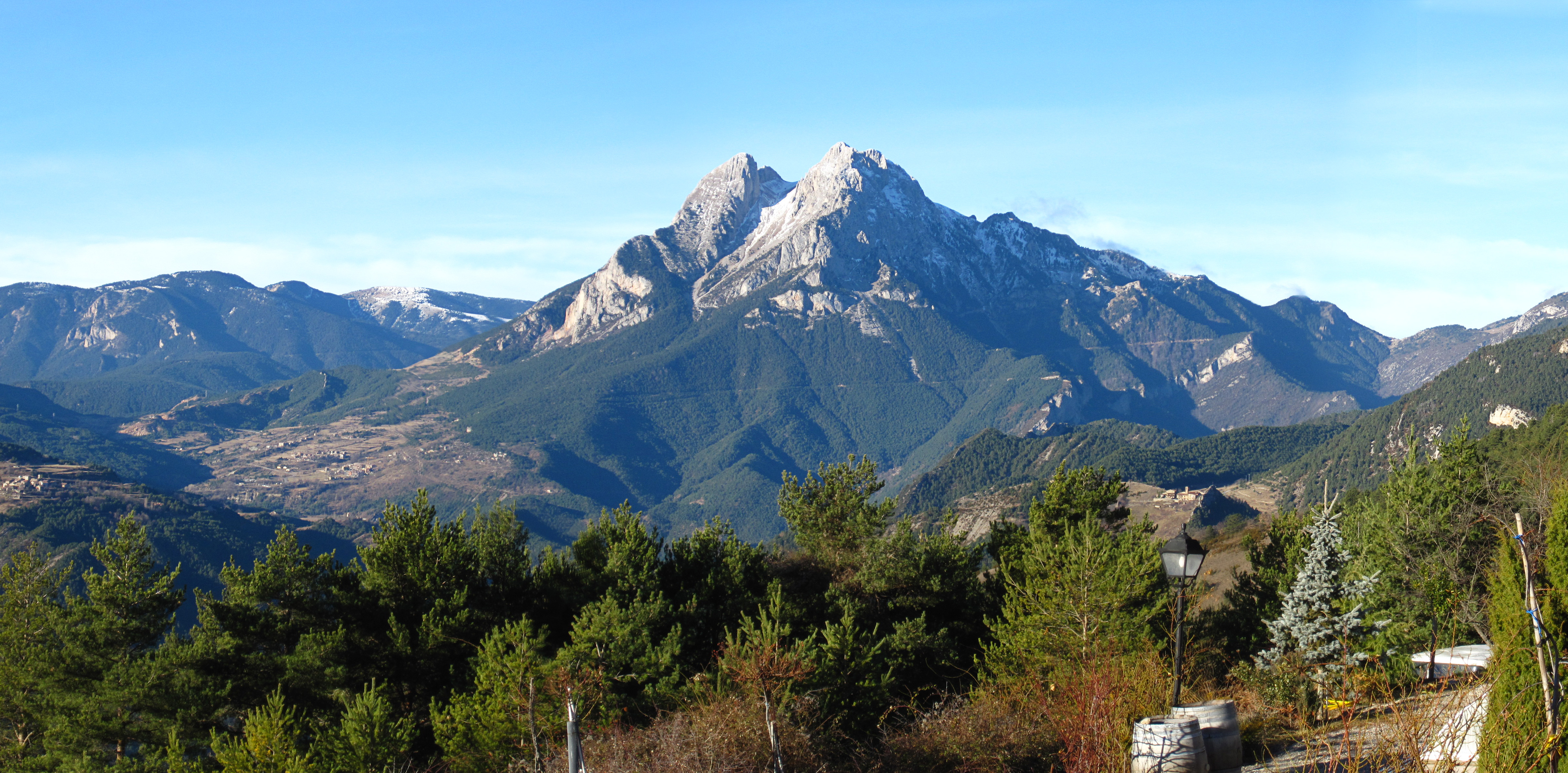
El Pedraforca
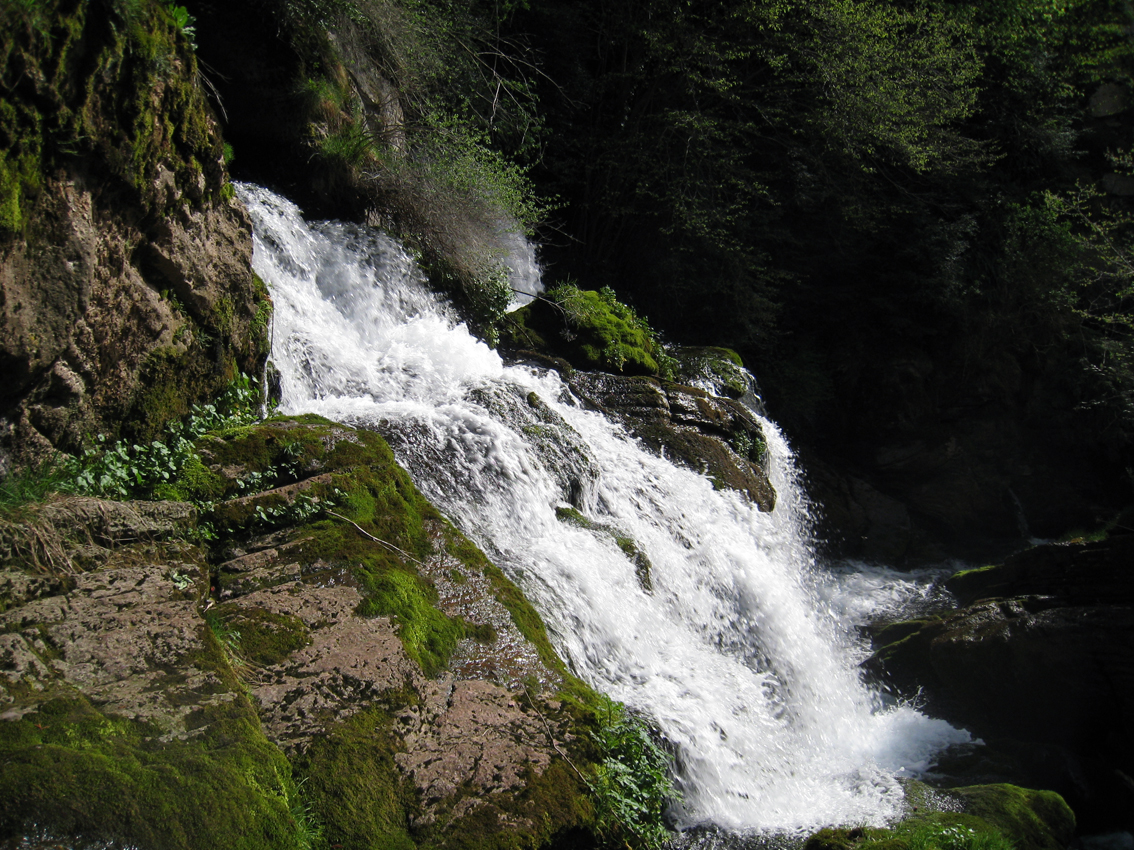
Fonts del Llobregat
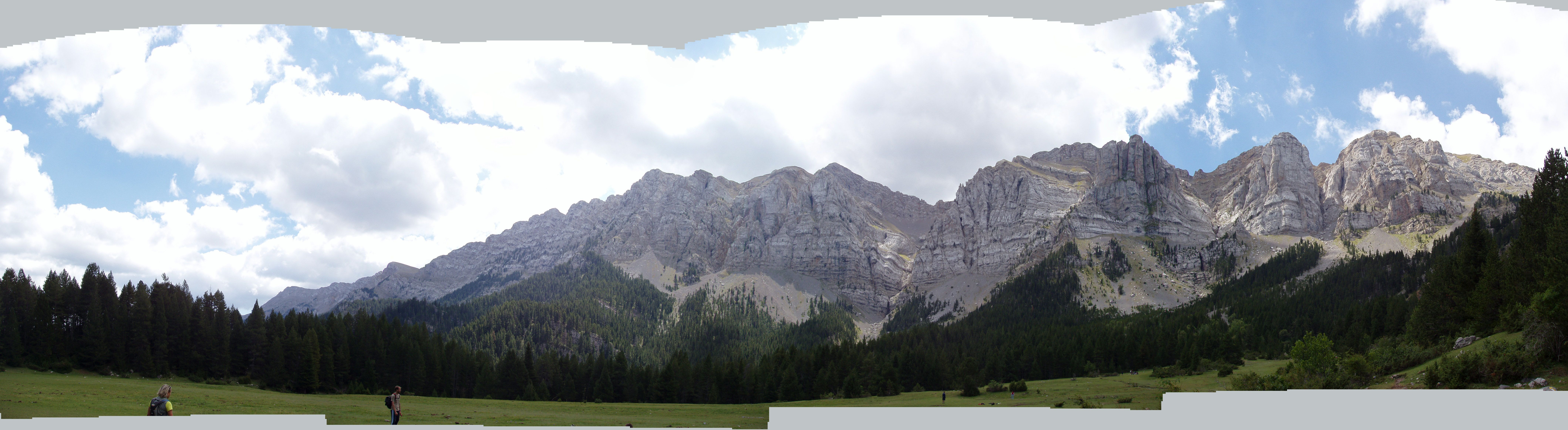
Serra del Cadí

## Senderisme
L'Alt Berguedà es deixa conèixer de moltes maneres però, sens dubte, la millor forma de penetrar en la intimitat dels seus paisatges és fer-ho a peu. Els antics camins tradicionals, la majoria d'origen medieval, conviden al caminant a fer un viatge en el temps, un viatge pausat, tranquil, un viatge per evocar, per exemple, el dramàtic exili càtar dels Bons Homes. Els camins de ferradura encara recorden el pas orgullós del cavaller i trobador Guillem de Berguedà, o les anades silencioses de Ramon Vila Capdevila, el maquis conegut com a Caracremada, o el pas lleuger dels segadors que travessaven l'imposant Cadí pel pas dels Gosolans. A peu es pot recuperar el “tempo” de les coses, els ritmes de la naturalesa i aquest Pirineu és ben generós amb els qui volen conèixer-lo. A més de camins i d'empreses especialitzades en guiatge, l'Alt Berguedà compta amb una xarxa de més de 2.000 km. de camins senyalitzats. Els amants del senderisme hi trobaran un autèntic paradís. Des de llargues travesses com El Camí dels Bons Homes o els Cavalls del vent fins a mitjanes com el Camí Picasso o bé curtes passejades per gaudir una estona de l'entorn. Hi ha 35 rutes circulars, senyalitzades, i de diferents durades des d'on es gaudeixen dels paisatges i de la gent d'aquesta terra.

## Cultura
Eren els segles x i xi quan pel coll de Pal i pel de Pendís arribaven els mestres de la Llombardia, amb una fantàstica herència que els connectava directament amb les lluentors daurades de l'Imperi Romà d'Orient. A l'Alt Berguedà ajudarien a aixecar esglésies delicades, amb interiors acolorits i quasi sumptuosos. Al seu interior devien sentir missa els pastors que transhumaven els ramats del monestir de Poblet. Quan anaven al sud a passar l'hivern, devien explicar que coneixien una muntanya amb forma de forca per damunt de la qual volaven les bruixes, una de les quals sabien del cert que era d'Altafulla. Més tard vindrien enginyers instruïts que foradarien les entranyes de les muntanyes i omplirien les valls de vies, trens i funiculars, salvant desnivells increïbles, tot competint amb les bruixes berguedanes per fer volar les coses amunt i avall. Aquella febre pel carbó i el ciment va fer que fins aquí arribés i deixés la seva empremta l'arquitecte que acabaria fent de Barcelona una ciutat universal. Romànic, pastors, llegendes i carbó han fet del l'Alt Berguedà un espai deliciosament atractiu pels esperits curiosos.